# Hoa hậu Trái Đất 2021
Hoa hậu Trái Đất 2021 là cuộc thi Hoa hậu Trái Đất lần thứ 21 được tổ chức vào ngày 21 tháng 11 năm 2021 dưới hình thức trực tuyến và không có quốc gia đăng cai tổ chức. Ngôi vị cao nhất đã thuộc về  Destiny Wagner đến từ Belize. Hoa hậu Trái Đất 2020 - Lindsey Coffey đến từ Hoa Kỳ đã không thể trao lại vương miện cho người kế nhiệm vào đêm chung kết vì cuộc thi năm nay là sự kiện không gặp mặt trực tiếp.

## Kết quả

### Xếp hạng
| Kết quả                     | Thí sinh |
| --------------------------- | --- |
| Hoa hậu Trái Đất 2021       | - Belize – Destiny Wagner |
| Hoa hậu Không khí (Á hậu 1) | - Hoa Kỳ – Marisa Butler |
| Hoa hậu Nước (Á hậu 2)      | - Chile – Romina Denecken |
| Hoa hậu Lửa (Á hậu 3)       | - Thái Lan – Jareerat Petsom (§) |
| Top 8                       | - Hà Lan – Saartje Langstraat (§) - Philippines – Naelah Alshorbaji - Nga – Anastasia Almyasheva - Venezuela – María Daniela Velasco (§) |
| Top 20                      | - Belarus – Maria Perviy - Bỉ – Selena Ali - Botswana – Mosa Dolly Balesamang - Colombia – Paulina Ruiz (‡) - Cộng hòa Séc – Adéla Štroffeková - Đan Mạch – Cecilie Dissing - Ghana – Nylla Oforiwaa Amparbeng - Indonesia – Monica Khonado - Malaysia – Nisha Thayananthan - New Zealand – Eva Wilson - Nigeria – Christine-Telfer Edet Ugah (§) - Nam Phi – Nompumelelo Maduna |

§ - Thí sinh được vào thẳng Top 20 do chiến thắng giải thưởng Best Eco Video
‡ - Thí sinh được vào thẳng Top 20 do chiến thắng giải thưởng People's Choice

### Thứ tự công bố
| - Châu Âu: 1. Nga 2. Đan Mạch 3. Belarus 4. Bỉ 5. Czech Republic 6. Hà Lan - Châu Phi: 1. Nam Phi 2. Botswana 3. Ghana 4. Nigeria - Châu Á-Thái Bình Dương: 1. Indonesia 2. Philippines 3. New Zealand 4. Malaysia 5. Thái Lan - Châu Mỹ: 1. Belize 2. Hoa Kỳ 3. Chile 4. Venezuela 5. Colombia | 1. Belize 2. Venezuela 3. Thái Lan 4. Nga 5. Philippines 6. Hoa Kỳ 7. Hà Lan 8. Chile | 1. Belize 2. Hoa Kỳ 3. Thái Lan 4. Chile |

## Các phần thi
| Phần thi          | Vàng                                | Bạc                              | Đồng                               |
| ----------------- | ----------------------------------- | -------------------------------- | ---------------------------------- |
| Talent (Creative) | Adéla Štroffeková Cộng hòa Séc      | Saartje Langstraat Hà Lan        | Romina Denecken van der Veen Chile |
|                   |                                     |                                  |                                    |
| Talent (Singing)  | Marisa Paige Butler Hoa Kỳ          | Umme Zamilatun Naima Bangladesh  | Paulina Ruiz Colombia              |
|                   |                                     |                                  |                                    |
| Talent (Dancing)  | Marina Fernández Moreno Tây Ban Nha | Cecilie Dissing Đan Mạch         | Konatsu Yoshida Nhật Bản           |
|                   |                                     |                                  |                                    |
| Beach Wear        | María Daniela Velasco Venezuela     | Baitong Jareerat Petsom Thái Lan | Flora Veloso Argentina             |
|                   |                                     |                                  |                                    |
| Casual Chic       | Cristina Mariel Ríos Puerto Rico    | Anastasia Almyasheva Nga         | Paulina Ruiz Colombia              |
|                   |                                     |                                  |                                    |
| Sports Wear       | Baitong Jareerat Petsom Thái Lan    | Saartje Langstraat Hà Lan        | Marisa Paige Butler Hoa Kỳ         |
|                   |                                     |                                  |                                    |
| Long Gown         | Naelah Alshorbaji Philippines       | Cristina Mariel Ríos Puerto Rico | Nisha Thayananthan Malaysia        |

## Thí sinh tham gia
Cuộc thi có tổng cộng 80 thí sinh tham gia:
| Quốc gia/Vùng lãnh thổ | Thí sinh                     | Tuổi | Quê quán              | Khu vực                  |
| ---------------------- | ---------------------------- | ---- | --------------------- | ------------------------ |
| Angola                 | Luriana Pascoal Manuela      | 22   | Luanda                | Châu Phi                 |
| Argentina              | Flora Veloso                 | 21   | Posadas               | Châu Mỹ                  |
| Armenia                | Maria Shukuryan              | 23   | Yerevan               | Châu Âu                  |
| Úc                     | Phoebe Soegiono              | 23   | New South Wales       | Châu Á - Thái Bình Dương |
| Áo                     | Enya Rock                    | 25   | Steiermark            | Châu Âu                  |
| Bangladesh             | Umme Zamilatun Naima         | 20   | Dhaka                 | Châu Á - Thái Bình Dương |
| Belarus                | Maria Perviy                 | 24   | Minsk                 | Châu Âu                  |
| Bỉ                     | Selena Ali                   | 24   | Antwerpen             | Châu Âu                  |
| Belize                 | Destiny Wagner               | 25   | Punta Gorda           | Châu Mỹ                  |
| Bolivia                | Sarah Terán Antezana         | 22   | Cochabamba            | Châu Mỹ                  |
| Bosna và Hercegovina   | Ines Radoncic                | 23   | Sarajevo              | Châu Âu                  |
| Botswana               | Mosa Dolly Balesamang        | 27   | Moshupa               | Châu Phi                 |
| Brazil                 | Cássia Adriane               | 21   | Pará                  | Châu Mỹ                  |
| Bulgaria               | Yulia Pavlikova              | 28   | Moskva                | Châu Âu                  |
| Campuchia              | Dam Sopheaksindy             | 26   | Pursat                | Châu Á - Thái Bình Dương |
| Cameroon               | Raïssa Mandeng               | 25   | Maroua                | Châu Phi                 |
| Canada                 | Alice Li                     | 27   | Toronto               | Châu Mỹ                  |
| Chile                  | Romina Denecken van der Veen | 20   | Santiago              | Châu Mỹ                  |
| Trung Quốc             | Xue Hui                      | 22   | Bắc Kinh              | Châu Á - Thái Bình Dương |
| Colombia               | Paulina Ruiz                 | 26   | Bogotá                | Châu Mỹ                  |
| Krym                   | Ksenia Salata                | 25   | Simferopol            | Châu Âu                  |
| Cuba                   | Cynthia Linnet Lau           | 25   | Holguín               | Châu Mỹ                  |
| Cộng hòa Séc           | Adéla Štroffeková            | 19   | Praha                 | Châu Âu                  |
| Đan Mạch               | Cecilie Dissing              | 21   | Copenhagen            | Châu Âu                  |
| Cộng hòa Dominican     | Nicole Franco                | 27   | Santo Domingo         | Châu Mỹ                  |
| Anh                    | Kate Marie                   | 27   | Coventry              | Châu Âu                  |
| Estonia                | Eliise Randmaa               | 21   | Kirna                 | Châu Âu                  |
| Pháp                   | Amélie Gigan                 | 21   | Saint-Pierre, Réunion | Châu Âu                  |
| Gambia                 | Bintou Jawara                | 21   | Kololi                | Châu Phi                 |
| Ghana                  | Nylla Oforiwaa Amparbeng     | 27   | Accra                 | Châu Phi                 |
| Hy Lạp                 | Katerina Psichou             | 20   | Athens                | Châu Âu                  |
| Guadeloupe             | Stessy Roche                 | 22   | Le Gosier             | Châu Mỹ                  |
| Guatemala              | Mariela Aldana               | 25   | Thành phố Guatemala   | Châu Mỹ                  |
| Ấn Độ                  | Rashmi Madhuri               | 27   | Bengaluru             | Châu Á - Thái Bình Dương |
| Indonesia              | Monica Khonado               | 25   | Manado                | Châu Á - Thái Bình Dương |
| Iran                   | Hima Zaker                   | 27   | Mashhad               | Châu Á - Thái Bình Dương |
| Ireland                | Bronwyn O’ Connell           | 27   | Dublin                | Châu Âu                  |
| Ý                      | Federica Rizza               | 22   | Formia                | Châu Âu                  |
| Nhật Bản               | Konatsu Yoshida              | 26   | Hokkaidō              | Châu Á - Thái Bình Dương |
| Kenya                  | Stacy Chumba                 | 21   | Nairobi               | Châu Phi                 |
| Kyrgyzstan             | Ekaterina Zabolotnova        | 26   | Bishkek               | Châu Á - Thái Bình Dương |
| Lào                    | Roungfa Lattanasamay         | 23   | Viêng Chăn            | Châu Á - Thái Bình Dương |
| Latvia                 | Liene Leitane                | 23   | Riga                  | Châu Âu                  |
| Liban                  | Tatyana Alwan                | 18   | Beirut                | Châu Á - Thái Bình Dương |
| Malaysia               | Nisha Thayananthan           | 28   | Muar                  | Châu Á - Thái Bình Dương |
| Mauritius              | Krishma Ramdawa              | 28   | Port Louis            | Châu Phi                 |
| Mexico                 | Natalia Duran                | 22   | Nuevo Laredo          | Châu Mỹ                  |
| Montenegro             | Andrijana Nina Delibašić     | 20   | Podgorica             | Châu Âu                  |
| Myanmar                | Linn Htet Htet Kyaw          | 22   | Myitkyina             | Châu Á - Thái Bình Dương |
| Nepal                  | Supriya Shrestha             | 23   | Kathmandu             | Châu Á - Thái Bình Dương |
| Hà Lan                 | Saartje Langstraat           | 20   | Zuid-Holland          | Châu Âu                  |
| New Zealand            | Eva Louise Wilson            | 25   | Auckland              | Châu Á - Thái Bình Dương |
| Nigeria                | Christine Telfer             | 23   | Cross River State     | Châu Phi                 |
| Bắc Macedonia          | Ana Brzanova                 | 21   | Skopje                | Châu Âu                  |
| Quần đảo Bắc Mariana   | Crystal Fiona Rio            | 18   | Chalan Kanoa          | Châu Mỹ                  |
| Na Uy                  | Madeleine Denice Olsen       | 27   | Vinterbro             | Châu Âu                  |
| Panama                 | Jillyan Chue                 | 25   | Colón                 | Châu Mỹ                  |
| Paraguay               | Evelyn Andrade               | 24   | Canindeyú Department  | Châu Mỹ                  |
| Peru                   | Briggitte Corrales           | 26   | Lima                  | Châu Mỹ                  |
| Philippines            | Naelah Alshorbaji            | 23   | Parañaque             | Châu Á - Thái Bình Dương |
| Bồ Đào Nha             | Gabriella Rodriguez          | 22   | Viana do Castelo      | Châu Âu                  |
| Puerto Rico            | Cristina Mariel Ríos         | 19   | San Sebastian         | Châu Mỹ                  |
| Réunion                | Mathilde Grondin             | 20   | Saint-Joseph          | Châu Âu                  |
| Nga                    | Anastasia Almyasheva         | 19   | Moscow                | Châu Âu                  |
| Rwanda                 | Josine Ngirinshuti           | 21   | Kigali                | Châu Phi                 |
| Serbia                 | Djina Radovac                | 21   | Ruma                  | Châu Âu                  |
| Slovenia               | Asja Bonnie Pivk             | 21   | Strahinj              | Châu Âu                  |
| Singapore              | Ruth Isabelle d'Almeida      | 20   | Singapore             | Châu Á - Thái Bình Dương |
| Nam Phi                | Nompumelelo Maduna           | 26   | Soweto                | Châu Phi                 |
| Tây Ban Nha            | Marina Fernández Moreno      | 28   | Catalunya             | Châu Âu                  |
| Sri Lanka              | Diandra Soysa                | 22   | Colombo               | Châu Á - Thái Bình Dương |
| Thụy Điển              | Linn Bjurström Salonen       | 24   | Stockholm             | Châu Âu                  |
| Syria                  | Sanaa Atia                   | 23   | Tartús                | Châu Á - Thái Bình Dương |
| Thái Lan               | Baitong Jareerat Petsom      | 28   | Chumphon              | Châu Á - Thái Bình Dương |
| Uganda                 | Ahlam Ismail                 | 24   | Kampala               | Châu Phi                 |
| Ukraine                | Marina Litvin                | 20   | Zaporozhye            | Châu Âu                  |
| Hoa Kỳ                 | Marisa Paige Butler          | 27   | Standish              | Châu Mỹ                  |
| Venezuela              | María Daniela Velasco        | 28   | Caracas               | Châu Mỹ                  |
| Việt Nam               | Nguyễn Thị Vân Anh           | 26   | Hưng Yên              | Châu Á - Thái Bình Dương |
| Zimbabwe               | Jemima Mandemwa              | 21   | Bulawayo              | Châu Phi                 |

## Chú ý

### Lần đầu tham gia
- Gambia
- Iran
- Lào

### Trở lại
- Lần cuối tham gia vào năm 2004:
  -  Bulgaria
- Lần cuối tham gia vào năm 2006:
  -  Bắc Macedonia
- Lần cuối tham gia vào năm 2014:
  -  Latvia
- Lần cuối tham gia vào năm 2017:
  -  Angola
  -  Kyrgyzstan
- Lần cuối tham gia vào năm 2018:
  -  Belize
  -  Cuba
- Lần cuối tham gia vào năm 2019:
  -  Botswana
  -  Cộng hòa Tự trị Krym
  -  Cộng hòa Séc
  -  Anh
  -  Malaysia
  -    Nepal
  -  Rwanda
  -  Ukraine

### Bỏ cuộc
Trong thời gian diễn ra cuộc thi
- Bờ Biển Ngà,  Croatia,  Ethiopia,  Honduras,  Iraq,  Liberia,  Niger,  Thụy Sĩ và  Zambia – Tham gia các hoạt động sơ bộ nhưng bỏ cuộc trước đêm chung kết.

Trước cuộc thi
- Burkina Faso
- Croatia
- Costa Rica
- Ecuador
- Phần Lan
- Đức
- Guyana
- Honduras
- Iceland
- Jamaica
- Moldova
- Mông Cổ
- Pakistan
- Ba Lan
- Romania
- Sierra Leone
- Anh Quốc
- Uruguay
- Quần đảo Virgin (Mỹ)

### Thay thế
- Áo – Enya Rock được chỉ định là đại diện Áo tại cuộc thi sau khi người chiến thắng ban đầu là Klaudia Bleimer quyết định từ bỏ danh hiệu. Cô là Á hậu 1 Hoa hậu Trái Đất Áo 2021.
- Bỉ – Do ấn bản năm nay diễn ra dưới hình thức trực tuyến và kéo dài 2 tháng, Nisa Van Baelen đã quyết định không tham gia cuộc thi do cô không thể sắp xếp lịch trình hợp đồng công việc. Selena Ali, Á hậu 1 Hoa hậu Trái Đất Bỉ 2021 được chỉ định là đại diện mới tại cuộc thi.
- Belize – Destiny Wagner được chỉ định là đại diện Belize tại cuộc thi sau khi người chiến thắng ban đầu là Aarti Sooknandan quyết định từ bỏ danh hiệu. Cô là Á hậu 1 Hoa hậu Hoàn vũ Belize 2019.
- Canada – Alice Li được chỉ định là đại diện Canada tại cuộc thi, thay thế người chiến thắng ban đầu là Laura Pastor.
- Cộng hòa Dominican – Tổ chức Hoa hậu Trái Đất Cộng hòa Dominican đã ra quyết định để Nieves Marcano - Hoa hậu Trái Đất Cộng hòa Dominican 2021 tham gia cuộc thi ấn bản năm sau. Nicole Frnaco, Á hậu 2 Hoa hậu Trái Đất Cộng hòa Dominican 2021 được chọn là đại diện mới tại cuộc thi.
- Pháp – Amélie Gigan được chỉ định là đại diện Pháp tham gia cuộc thi, cô là Á hậu 1 Hoa hậu Trái Đất Pháp 2021, thay thế cho người chiến thắng là Candice Guivarch. Việc chuyển đổi được quyết định bởi tổ chức Hoa hậu Trái Đất Pháp.
- Liban – Tatyana Alwan được chỉ định là đại diện Liban tại cuộc thi, thay thế người chiến thắng ban đầu là Dunia Ibrahim.
- Myanmar – Linn Htet Htet Kyaw được chỉ định là đại diện Myanmar tại cuộc thi, thay thế người chiến thắng ban đầu là Theint Zar Chi Nyunt. Cô là Á hậu 4 Hoa hậu Hoàn vũ Myanmar 2019.
- Puerto Rico – Cristina Mariel Ríos được chỉ định là đại diện Puerto Rico tại cuộc thi sau khi người chiến thắng ban đầu là Valerie Vigoreaux Cortés quyết định từ bỏ danh hiệu của mình do bất đồng với ban tổ chức. Cristina là Á hậu 2 Hoa hậu Trái Đất Puerto Rico 2021.
- Nga – Anastasia Almyasheva được chỉ định là đại diện Nga tại cuộc thi, thay thế người chiến thắng ban đầu là Albina Koroleva. Cô là người đẹp đăng quang Young Beauty of Russia 2020.
- Syria – Sanaa Atia được chỉ định là đại diện Syria tại cuộc thi sau khi người chiến thắng ban đầu là Anji Al Saleh quyết định từ bỏ danh hiệu.

## Các thí sinh tham dự cuộc thi sắc đẹp quốc tế khác
| Quốc gia/Vùng lãnh thổ | Thí sinh                 | Cuộc thi                                                 | Đại diện      |
| ---------------------- | ------------------------ | -------------------------------------------------------- | ------------- |
| Belarus                | Maria Perviy             | Miss International 2019 (Top 15)                         | Belarus       |
| Bolivia                | Sarah Terán Antezan      | Miss Piel Dorada Internacional 2016                      | Bolivia       |
| Bolivia                | Sarah Terán Antezan      | Miss Landscapes International 2019 (Top 7)               | Bolivia       |
| Bulgaria               | Yulia Pavlikova          | Miss Eurasia 2013                                        | Crimea        |
| Bulgaria               | Yulia Pavlikova          | Beauty of the World 2014 (Á hậu 1)                       | Nga           |
| Bulgaria               | Yulia Pavlikova          | Queen International 2015 (Top 20)                        | Nga           |
| Bulgaria               | Yulia Pavlikova          | The Queen of Eurasia 2016 (Á hậu 1)                      | Crimea        |
| Bulgaria               | Yulia Pavlikova          | Miss Europa 2017 (Top 20)                                | Nga           |
| Bulgaria               | Yulia Pavlikova          | Global Fest Eurasia Stars 2018 (Diamond Star of Eurasia) | Crimea        |
| Bulgaria               | Yulia Pavlikova          | Queen Peacemaker World 2018 (Hoa hậu)                    | Nga           |
| Bulgaria               | Yulia Pavlikova          | Lady Universe 2019 (Hoa hậu)                             | Nga           |
| Bulgaria               | Yulia Pavlikova          | Miss Supermodel Globe 2020 (Hoa hậu)                     | Nga           |
| Bulgaria               | Yulia Pavlikova          | Supermodel of the Planet 2020 (Quán quân)                | Nga           |
| Bulgaria               | Yulia Pavlikova          | Miss World Next Top Model 2020 (Hoa hậu)                 | Nga           |
| Bulgaria               | Yulia Pavlikova          | Miss Grand International 2022                            | Crimea        |
| Bulgaria               | Yulia Pavlikova          | Miss Tourism World 2022 (Á hậu 3)                        | Nga           |
| Bulgaria               | Yulia Pavlikova          | Miss Universe 2023                                       | Bulgaria      |
| Canada                 | Alice Li                 | Miss Intercontinental 2018                               | Canada        |
| Canada                 | Alice Li                 | Miss Global International 2019 (Hoa hậu)                 | Trung Quốc    |
| Canada                 | Alice Li                 | Miss Supranational 2021                                  | Trung Quốc    |
| Cuba                   | Cynthia Linnet Lau       | Miss Intercontinental 2018                               | Cuba          |
| Cộng hòa Séc           | Adéla Štroffeková        | Miss Toursim World 2019                                  | Cộng hòa Séc  |
| Đan Mạch               | Cecilie Dissing          | Miss Europa Continental 2017                             | Đan Mạch      |
| Đan Mạch               | Cecilie Dissing          | Miss Queen of Europe 2019 (Top 10)                       | Đan Mạch      |
| Anh                    | Kate Marie               | Miss Eco International 2016                              | Anh           |
| Anh                    | Kate Marie               | Miss Global 2017                                         | Anh           |
| Estonia                | Eliise Randmaa           | Miss Grand International 2019                            | Estonia       |
| Estonia                | Eliise Randmaa           | The Miss Globe 2020 (Top 15)                             | Estonia       |
| Ý                      | Federica Rizza           | Miss Eco International 2022                              | Ý             |
| Ý                      | Federica Rizza           | The Miss Globe 2022                                      | Ý             |
| Kyrgyzstan             | Ekaterina Zabolotnova    | Miss World 2019                                          | Kyrgyzstan    |
| Latvia                 | Liene Leitane            | The Miss Globe 2020                                      | Latvia        |
| Latvia                 | Liene Leitane            | Miss Aura International 2021 (Top 20)                    | Latvia        |
| Latvia                 | Liene Leitane            | Miss Environment International 2022                      | Latvia        |
| Montenegro             | Andrijana Nina Delibašić | The Miss Globe 2020 (Top 15)                             | Montenegro    |
| Montenegro             | Andrijana Nina Delibašić | Miss Aura International 2021                             | Montenegro    |
| Myanmar                | Linn Htet Htet Kyaw      | World Beauty Queen 2019 (Top 13)                         | Myanmar       |
| Bắc Macedonia          | Ana Brzanova             | Top Model of the World 2019                              | Bắc Macedonia |
| Bắc Macedonia          | Ana Brzanova             | The Miss Globe 2020                                      | Serbia        |
| Bắc Macedonia          | Ana Brzanova             | Miss Eurasia 2021                                        | Serbia        |
| Bắc Macedonia          | Ana Brzanova             | Miss Aura International 2021                             | Bắc Macedonia |
| New Zealand            | Eva Louise Wilson        | World Miss Tourism Ambassador 2017                       | New Zealand   |
| New Zealand            | Eva Louise Wilson        | Miss Supranational 2019 (Top 25)                         | New Zealand   |
| Panama                 | Jillyan Chue             | Miss Beauty World International 2014 (Hoa hậu)           | Panama        |
| Panama                 | Jillyan Chue             | Miss Petite Universe 2017 (Á hậu 2)                      | Panama        |
| Hoa Kỳ                 | Marisa Paige Butler      | Miss World 2018 (Top 30)                                 | Hoa Kỳ        |
| Venezuela              | María Daniela Velasco    | Miss United Continents 2017 (Top 10)                     | Venezuela     |
| Zimbabwe               | Jemima Mandemwa          | Miss Super Globe 2019 (Á hậu 1)                          | Zimbabwe      |